# Aapo Ilves
Aapo Ilves, võro nyelven: Ilvese Aapo (Rjapina, 1970. október 20. –) észt költő, író, zenész. Észt, szetu és võro nyelven alkot.

## Életútja
1970. október 20-án született Rjapinában. Észt, szetu és võro nyelven alkot. Az Észt Írószövetség tagja. 1996 és 2009 között egy irodalmi csoporthoz, a Tartúi Fiatal Szerzők Egyesületéhez (Tartu Noorte Autorite Koondis, NAK) tartozott. Ő írta a 2004-es Eurovíziós Dalfesztivál észt dalának, a Tii-nek a szövegét võro nyelven, amelyet a Neiokõsõ adott elő. A 2012-es Eurovíziós Dalfesztivál észt verseny dala a Kuula volt, melyet Ott Lepland adott elő. A dalt az előadó és Ilves írta közösen.

## Művei

### Verseskötetek
- No Vot! (1996)
- Üks pedajas (1998)
- Viie pääle (2005, társszerzők: Contra, Olavi Ruitlane, Jan Rahman és Pulga Jaan)
- Tulen öösel sulle koju (2009)
- Isa sokk on matkasell (2012, társszerzők: Contra, Jaan Pehk és Alar Pikkorainen)
- Isa sokk on ufonaut (2013, társszerzők Contra, Jaan Pehk és Alar Pikkorainen)
- Isa sokk on merekaru (2015; társszerzők Contra, Alar Pikkorainen és Paul-Eerik Rummo)

### Prózai művek
- Ema on kajaka juures (2001)
- Tapu asemel sõime (2003)
- Muinasjutud lastele ja suurtele (2012, Regina Lukk-Toompere illusztrációival)

### Színdarabok
- Räpina triloogia:
  - Ööpik Võhandu kaldalt (2002; bemutató 2002 június; rendező Raivo Adlas)
  - Wõõbsu palas! (2003; bemutató 2003 július; rendező Raivo Adlas)
  - Sillapää Ossi kronika (2004; bemutató 2004 július; rendező Raivo Adlas)
- Meie elame Võrus! (Kalev Kudu és Veiko Märka dalaival; bemutató 2004 augusztus; rendező Kalev Kudu)
- Sanna takah tiigi man (bemutató 2005 júliusában Tartuban; rendező Raivo Adlas)
- Pristan (társszerző: Olavi Ruitlane; bemutató 2008 július; rendező Meelis Hansing)
- Üheksa nulliga Eesti (társszerző: Olavi Ruitlane, Veiko Märka és Kadri Pettai; bemutató 2008 július; rendező Reeda Toots)
- Puut / Laat (bemutató 2010 júliusában Tartuban; rendező Ain Mäeots)
- Pulmatrall (bemutató 2011 júliusában Tartuban; rendező Kalju Komissarov)
- Poistekoori võimas laul (az Észt Nemzeti Opera fiúkórusának számára; bemutató 2012 április; zeneszerző Priit Pajusaar; karmester Hirvo Surva)
- Kuu on päike (rockmusical, librettó és dramatrugia; bemutató 2012 novemberében az Észt Nemzeti Operában; rendező Juss Haasma)
- Koldus és királyfi (Prints ja kerjus) (librettó és dramaturgia Mark Twain műve alapján; bemutató 2013 januárjában az Észt Nemzeti Operában; rendező Andres Puustusmaa; zeneszerző Priit Pajusaar; zenekar Tõnis Kõrvits; karmesterek Mihhail Gerts és Risto Joost)
- Guugelmuugelpunktkomm (gyermekopera, zeneszerző Tauno Aints, librettó Rein Pakk, Aapo Ilves, Tauno Aints, dalszövegek Aapo Ilves)